# Signál z neznáma
Signál z neznáma (v anglickém originále The Signal) je americký sci-fi psychologický filmový thriller z roku 2014 natočený režisérem Williamem Eubankem. Ve filmu hrají v hlavních rolích Laurence Fishburne, Brenton Thwaites, Olivia Cookeová a Beau Knapp.

## Příběh
Mladíkům Nick a Jonah a dívce Haley v jejich škole způsobil mnoho nepříjemností tajemný hacker Nomad. Udělají si výlet a snaží se ho vyhledat na opuštěném venkově. Místo toho se ale začnou na místě odehrávat zvláštní věci. Skupinka se ocitá v tajném vládním komplexu, kde jsou zadržováni a zkoumáni. Dostali se totiž do kontaktu s mimozemskou civilizací a jsou nakaženi. Jejich těla jsou modifikována mimozemskou technologií. Následně se jim podaří z komplexu uniknout a rozbíhá se na ně honba mužů v kombinézách. Útěk jim komplikuje, že se nacházejí uprostřed rozlehlé odříznuté oblasti. Když jsou dopadeni, Nik se dozvídá, že jsou produktem hackera Nomada, kombinací lidských a mimozemských vlastností, a že Nomad je právě muž, který se je snaží dopadnout a který je podroboval výzkumu. A že sám Nomad nemá lidské, ale androidí tělo. Nik zjišťuje, že je na jiné planetě, součástí experimentu, nad kterým nemůže mít žádnou kontrolu.

## Obsazení
- Laurence Fishburne – hlavní pozorovatel a vyšetřovatel Nika, Haley a Jonaha
- Brenton Thwaites – Nik
- Olivia Cookeová – Haley
- Beau Knapp – Jonah
- ve vedlejších rolích Lin Shayeová, Robert Longstreet, Jeffrey Grover